# Darkest Dungeon
Darkest Dungeon este un joc video de rol dezvoltat de Red Hook Studios și publicat de Merge Games. Jocul a fost lansat pentru Microsoft Windows și OS X în ianuarie 2016, care a urmat o perioadă de dezvoltare timpurie de acces de un an. Mai târziu în acel an, a fost lansat pentru PlayStation 4, PlayStation Vita și Linux, portările pentru iOS fiind lansate în 2017, și Nintendo Switch, și Xbox One fiind lansate până în 2018. 
Darkest Dungeon pune jucătorul să gestioneze o listă de eroi pentru a explora temnițele de sub un conac gotic pe care personajul-jucător l-a moștenit. Redat într-un amestec de mișcare în timp real și luptă bazată pe ture, o caracteristică de bază a lui Darkest Dungeon este nivelul de stres al fiecărui erou care crește odată cu explorarea și luptele ulterioare; un personaj care atinge un nivel ridicat de stres poate dobândi afecțiuni care vor împiedica sau poate îmbunătăți performanța lui ca explorator. Jocul a primit recenzii pozitive din partea criticilor, obținând mai multe nominalizări la premii și a continuat să se vândă în peste două milioane de exemplare. O continuare a fost anunțată în februarie 2019. 

## Intrigă
La începutul Darkest Dungeon, jucătorul află că a moștenit o moșie de la o rudă care, în timp ce căuta faimă și avere, săpând temnițele și catacombele de sub conacul său, a dezgropat portaluri către dimensiuni întunecate și a eliberat în lume o serie de creaturi oribile și rele. În calitate de proprietar actual al moșiei și al terenurilor din jur, jucătorul trebuie să recruteze o listă de aventurieri și să desfășoare expediții pentru a curăța moșia de locuitorii săi siniștri. 
În timp ce jucătorul se aventurează în conac, temnițele de sub el și în ținuturile înconjurătoare, el găsește memoriile rudei lor în care se povestește despre faptele cumplite pe care le-a făcut în căutarea cunoașterii și a puterii. În cele din urmă, jucătorul poate să trimită o echipă în temnița întunecată, sursa deteriorării proprietății, făcând măsuri pentru a-i dezvălui forma finală. În interiorul camerei cele mai adânci, jucătorul întâlnește spiritul destrupat al strămoșului lui, care rămâne acum ca „un avatar al haosului”. După înfrângerea apariției strămoșului, grupul luptă cu Inima Întunericului — care se dezvăluie a fi progenitoarea întregii vieți de pe planetă. Echipa reușește să îi învingă forma fizică cu costuri mari, dar spiritul strămoșului îi dezvăluie jucătorului că acest lucru a întârziat doar trezirea sa inevitabilă și, prin extensie, sfârșitul lumii. Strămoșul explică că acesta este doar o parte a unui ciclu nesfârșit în familia jucătorului și că jucătorul va avea în timp aceeași soartă ca el, și urmașii lui în continuare. Strămoșul accentuează apoi acest ciclu repetând primele sale cuvinte de la începutul jocului: „Ruinarea a ajuns în familia noastră”. 